# Liste der Kulturgüter in Stein AR
Die Liste der Kulturgüter in Stein AR enthält alle Objekte in der Gemeinde Stein im Kanton Appenzell Ausserrhoden, die gemäss der Haager Konvention zum Schutz von Kulturgut bei bewaffneten Konflikten, dem Bundesgesetz vom 20. Juni 2014 über den Schutz der Kulturgüter bei bewaffneten Konflikten sowie der Verordnung vom 29. Oktober 2014 über den Schutz der Kulturgüter bei bewaffneten Konflikten unter Schutz stehen.
Objekte der Kategorien A und B sind vollständig in der Liste enthalten, Objekte der Kategorie C fehlen zurzeit (Stand: 1. Januar 2023). Unter übrige Baudenkmäler sind zusätzliche Objekte zu finden, die gemäss Angaben des kantonalen Denkmalschutzes als kommunale Kulturobjekte eingestuft wurden und nicht bereits in der Liste der Kulturgüter enthalten sind.

## Kulturgüter
| Foto |                                                                               | Objekt                                                  | Kat. | Typ | Standort                       | Beschreibung |
| ---- | ----------------------------------------------------------------------------- | ------------------------------------------------------- | ---- | --- | ------------------------------ | --- |
| ja   | Datei hochladen                                                               | Sittertobel-Brückenlandschaft KGS-Nr.: 05291            | A    | G   | 742386 / 251674                | Ensemble von Brücken im Sittertobel; umfasst Eisenbahnbrücke BT, Eisenbahnbrücke SBB, Eisensteg Zweibruggen, Fürstenlandbrücke, Kräzern-Strassenbrücke mit Zollhaus, zwei Holzbrücken im Kubel, zwei Holzbrücken in Zweibruggen, Holzbrücke Spisegg und Wattbachbrücke. Das Ensemble von Brücken liegt verteilt auf den Gemeindegebieten von Stein (KGS-Nr. 05291), Herisau (KGS-Nr. 5285) und St. Gallen (KGS-Nr. 17031).              |
| ja   | Datei hochladen · Wikidata zu Appenzeller Volkskunde-Museum (Q19362445)       | Appenzeller Volkskunde-Museum (Sammlung) KGS-Nr.: 08572 | A    | S   | Dorf 821 743941 / 248646       | Die Sammlung des Volkskunde-Museum befasst sich mit der bäuerlich-sennischen Kunst und Kultur sowie der Textil-Heimindustrie des Appenzellerlandes |
| ja   | Datei hochladen · Wikidata zu Gmündertobelbrücke (Schwanenbrücke) (Q19362447) | Gmündertobelbrücke KGS-Nr.: 10511                       | A    | G   | Steinerstrasse 744161 / 250304 | Objekt liegt hälftig auf Gemeindegebiet von Stein (KGS-Nr. 10511) und Teufen (KGS-Nr. 09074). |
| ja   | Datei hochladen · Wikidata zu Bauernhaus Burg (Q29651253)                     | Bauernhaus Burg KGS-Nr.: 00500                          | B    | G   | Sonder 238 743447 / 247528     | Sogenannte Burg. Ein über auffallendem Mauerwerk (Meierhaus des 13./14. Jahrhunderts ?) gestricktes Wohngiebelhaus mit ungewöhnlichen Geschosshöhen, 16./17. Jahrhundert. |
| ja   | Datei hochladen · Wikidata zu Reformierte Kirche (Q14558116)                  | Reformierte Kirche KGS-Nr.: 11446                       | B    | G   | Dorf 14 743878 / 248877        | Reformierte Kirche, 1749 nach Loslösung von Hundwil erbaut durch Jakob und Hans Ulrich Grubenmann. Für die beiden Baumeister charakteristisch die gotisierende Gestalt des Turmhelms (Modell im Grubenmann Museum, Teufen). Erste grössere Renovierung 1832-1833 durch Enoch Breitenmoser. Kanzel und Taufstein aus Stuckmarmor von Gebhard Moosbrugger; 1903 Jugendstilmalereien im Innern; Aussenrest 1968-1970, Innenrest 1983-1985. |
| ja   | Datei hochladen · Wikidata zu Bauernhaus (Q29651250)                          | Bauernhaus KGS-Nr.: 11451                               | B    | G   | Oberhaus 1 743724 / 248832     | Bauerngehöft „Oberhus“, das vermutlich schon vor Kirche und Dorf existierte. |
| ja   | Datei hochladen · Wikidata zu Bauernhaus (Q29651258)                          | Bauernhaus KGS-Nr.: 11452                               | B    | G   | Horgenbühl 121 744338 / 248157 | Fünfgeschössiges Bauernhaus mit Webkeller mit nordseitig angebautem Stall, entstanden um 1671. |
| ja   | Datei hochladen · Wikidata zu Heidenhaus Rain (Q29651248)                     | Heidenhaus Rain KGS-Nr.: 11454                          | B    | G   | Horgenbühl 127 744200 / 247966 | Heidenhaus mit Zwillings- und Drillingsfenster mit Aufzugläden im gestemmten Täfer im ersten Stock. Nordseits später angebauter Stall. Beide Gebäudeteile sind sehr gut erhalten |
| ja   | Datei hochladen · Wikidata zu Bauernhaus (Q29651252)                          | Bauernhaus KGS-Nr.: 11455                               | B    | G   | Schmitten 480 743457 / 250735  | Besonders stattlicher, mit einem Webkeller ausgestatteter und sechsgeschossiger Wohnbau, südlich ausgerichtet. Der Bau datiert um die zweite Hälfte des 18. Jahrhunderts, der südwestseits angebaute Stall datiert auf 1814. |
| ja   | Datei hochladen · Wikidata zu Wirtshaus (Q29651260)                           | Wirtshaus KGS-Nr.: 11457                                | B    | G   | Sonder 249 743736 / 247571     | Drei ungleiche Hausteile mit je einem Giebel und nur einem Vollgeschoss über teilweise gemauertem Parterre. Westseitig nachträglich hinzugefügter Anbau. Im östlichen Hausteil mindestens bis ins Jahr 1973 vorhandener Steinofen, datiert auf 1775. |

## Übrige Baudenkmäler
| ID | Foto |                 | Objekt          | Typ | Standort                | Beschreibung |
| -- | ---- | --------------- | --------------- | --- | ----------------------- | ------------ |
| 6  | BW   | Datei hochladen | Haus            | G   | Dorf 6 743821 / 248867  |              |
| 7  | BW   | Datei hochladen | Haus            | G   | Dorf 7 743831 / 248875  |              |
| 8  | BW   | Datei hochladen | Haus            | G   | Dorf 8 743841 / 248880  |              |
| 10 | BW   | Datei hochladen | Haus            | G   | Dorf 10 743856 / 248890 |              |
| 16 | BW   | Datei hochladen | Haus            | G   | Dorf 16 743897 / 248854 |              |
| 37 | BW   | Datei hochladen | Altes Schulhaus | G   | Dorf 37 743875 / 248688 |              |

Legende: Siehe Legende der Liste der Kulturgüter von nationaler und regionaler Bedeutung. Anstelle der KGS-Nummer wird als Objekt-Identifikator (ID) die Gebäudenummer der kantonalen Denkmalpflege angegeben.